# Być dziwką
Być dziwką (tytuł oryg. Whore; alternat. tytuł polski Dziwka; alternat. tytuł amerykański If You Can't Say It... Just See It) − amerykańsko film fabularny z 1991 roku, napisany i wyreżyserowany przez Kena Russella na podstawie monologów Davida Hinesa pt. Bondage. Światowa premiera obrazu odbyła się 21 czerwca 1991. Pod koniec października 1992 projekt zaprezentowano widzom Międzynarodowego Festiwalu Filmowego w São Paulo. Fabuła filmu przedstawia losy kalifornijskiej prostytutki Liz. W 1994 roku wydano nieoficjalny sequel obrazu zatytułowany Dziwka 2.

## Obsada
- Theresa Russell − Liz
- Benjamin Mouton − Blake
- Antonio Fargas − Rasta
- Jack Nance − pomocny mężczyzna
- John Diehl − Derelict
- Jason Saucier − Bill
- Danny Trejo − tatuażysta
- Daniel Quinn − brutal
- Ginger Lynn − zraniona dziewczyna
- Ken Russell − kelner